# Fort Collins

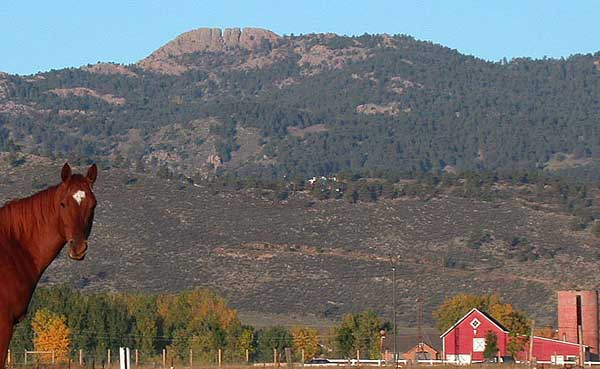
Horsetooth Mountain

Fort Collins är en stad (city) i Larimer County i den amerikanska delstaten Colorado med en yta av 482,1 km² och en befolkning, som uppgår till 165 080 invånare (2017). Fort Collins är administrativ huvudort (county seat) i Larimer County. 
Staden är belägen i den norra delen av delstaten cirka 110 km norr om huvudstaden Denver och cirka 45 km söder om gränsen till Wyoming vid foten av Klippiga Bergen (Rocky Mountains).